# Kristi Qose
Kristi Qose (Coriza, 10 giugno 1995) è un calciatore albanese, difensore o centrocampista dell'Elbasani.

## Biografia
Possiede anche la cittadinanza greca.

## Carriera

### Club
Il 1º luglio 2017 viene acquistato a titolo definitivo dalla squadra slovacca del Ružomberok, con cui firma un contratto quadriennale con scadenza il 30 giugno 2021.

### Nazionale
Riceve la sua prima convocazione in nazionale maggiore il 5 giugno 2014, per la partita amichevole contro il San Marino, partita nella quale fa il suo debutto al 73' entrando al posto di Andi Lila.

## Statistiche

### Presenze e reti nei club
Statistiche aggiornate al 24 agosto 2022.
| Stagione          | Squadra            | Campionato        | Campionato | Campionato | Coppe nazionali | Coppe nazionali | Coppe nazionali | Coppe continentali | Coppe continentali | Coppe continentali | Altre coppe | Altre coppe | Altre coppe | Totale | Totale |
| Stagione          | Squadra            | Comp              | Pres       | Reti       | Comp            | Pres            | Reti            | Comp               | Pres               | Reti               | Comp        | Pres        | Reti        | Pres   | Reti   |
| ----------------- | ------------------ | ----------------- | ---------- | ---------- | --------------- | --------------- | --------------- | ------------------ | ------------------ | ------------------ | ----------- | ----------- | ----------- | ------ | ------ |
| 2013-2014         | PAOK               | SL                | 1          | 0          | CG              | 0               | 0               | UCL+UEL            | -                  | -                  | -           | -           | -           | 1      | 0      |
| 2014-2015         | Apollōn Kalamarias | FL                | 0          | 0          | CG              | 0               | 0               | -                  | -                  | -                  | -           | -           | -           | 0      | 0      |
| 2015-2016         | Panserraïkos       | FL                | 10         | 0          | CG              | 3               | 0               | -                  | -                  | -                  | -           | -           | -           | 13     | 0      |
| 2016-2017         | Zemplín Michalovce | SL                | 25         | 0          | CS              | 3               | 0               | -                  | -                  | -                  | -           | -           | -           | 28     | 0      |
| 2017-2018         | Ružomberok         | SL                | 33         | 2          | CS              | 6               | 1               | UEL                | 6                  | 1                  | -           | -           | -           | 45     | 4      |
| 2018-2019         | Ružomberok         | SL                | 29         | 10         | CS              | 2               | 1               | -                  | -                  | -                  | -           | -           | -           | 31     | 11     |
| 2019-feb. 2020    | Ružomberok         | SL                | 15         | 2          | CS              | 1               | 0               | UEL                | 2                  | 0                  | -           | -           | -           | 18     | 2      |
| Totale Ružomberok | Totale Ružomberok  | Totale Ružomberok | 77         | 14         |                 | 9               | 2               |                    | 8                  | 1                  |             | -           | -           | 94     | 17     |
| feb.-giu. 2020    | Karviná            | 1L                | 12         | 1          | CR              | 0               | 0               | -                  | -                  | -                  | -           | -           | -           | 12     | 1      |
| 2020-2021         | Karviná            | 1L                | 28         | 7          | CR              | 1               | 0               | -                  | -                  | -                  | -           | -           | -           | 29     | 7      |
| 2021-2022         | Karviná            | 1L                | 24         | 1          | CR              | 2               | 0               | -                  | -                  | -                  | -           | -           | -           | 26     | 1      |
| Totale Karviná    | Totale Karviná     | Totale Karviná    | 64         | 9          |                 | 3               | 0               |                    | -                  | -                  |             | -           | -           | 67     | 9      |
| lug.-ago. 2022    | Viktoria Plzeň     | 1L                | 1          | 0          | CR              | 0               | 0               | UCL                | 2                  | 0                  | -           | -           | -           | 3      | 0      |
| Totale carriera   | Totale carriera    | Totale carriera   | 178        | 23         |                 | 18              | 2               |                    | 10                 | 1                  |             | -           | -           | 206    | 26     |

### Cronologia presenze e reti in nazionale
| Cronologia completa delle presenze e delle reti in nazionale ― Albania | Cronologia completa delle presenze e delle reti in nazionale ― Albania | Cronologia completa delle presenze e delle reti in nazionale ― Albania | Cronologia completa delle presenze e delle reti in nazionale ― Albania | Cronologia completa delle presenze e delle reti in nazionale ― Albania | Cronologia completa delle presenze e delle reti in nazionale ― Albania | Cronologia completa delle presenze e delle reti in nazionale ― Albania | Cronologia completa delle presenze e delle reti in nazionale ― Albania |
| Data                                                                   | Città                                                                  | In casa                                                                | Risultato                                                              | Ospiti                                                                 | Competizione                                                           | Reti                                                                   | Note                                                                   |
| ---------------------------------------------------------------------- | ---------------------------------------------------------------------- | ---------------------------------------------------------------------- | ---------------------------------------------------------------------- | ---------------------------------------------------------------------- | ---------------------------------------------------------------------- | ---------------------------------------------------------------------- | ---------------------------------------------------------------------- |
| 8-6-2014                                                               | Serravalle                                                             | San Marino                                                             | 0 – 3                                                                  | Albania                                                                | Amichevole                                                             | -                                                                      | 73’                                                                    |
| 11-6-2019                                                              | Elbasan                                                                | Albania                                                                | 2 – 0                                                                  | Moldavia                                                               | Qual. Euro 2020                                                        | -                                                                      | 84’                                                                    |
| 17-11-2019                                                             | Tirana                                                                 | Albania                                                                | 0 – 2                                                                  | Francia                                                                | Qual. Euro 2020                                                        | -                                                                      | 46’                                                                    |
| Totale                                                                 |                                                                        | Presenze                                                               | 3                                                                      |                                                                        | Reti                                                                   | 0                                                                      |                                                                        |

| Cronologia completa delle presenze e delle reti in nazionale ― Albania under 21 | Cronologia completa delle presenze e delle reti in nazionale ― Albania under 21 | Cronologia completa delle presenze e delle reti in nazionale ― Albania under 21 | Cronologia completa delle presenze e delle reti in nazionale ― Albania under 21 | Cronologia completa delle presenze e delle reti in nazionale ― Albania under 21 | Cronologia completa delle presenze e delle reti in nazionale ― Albania under 21 | Cronologia completa delle presenze e delle reti in nazionale ― Albania under 21 | Cronologia completa delle presenze e delle reti in nazionale ― Albania under 21 |
| Data                                                                            | Città                                                                           | In casa                                                                         | Risultato                                                                       | Ospiti                                                                          | Competizione                                                                    | Reti                                                                            | Note                                                                            |
| ------------------------------------------------------------------------------- | ------------------------------------------------------------------------------- | ------------------------------------------------------------------------------- | ------------------------------------------------------------------------------- | ------------------------------------------------------------------------------- | ------------------------------------------------------------------------------- | ------------------------------------------------------------------------------- | ------------------------------------------------------------------------------- |
| 8-10-2014                                                                       | Buzău                                                                           | Romania under 21                                                                | 3 – 1                                                                           | Albania under 21                                                                | Amichevole                                                                      | -                                                                               |                                                                                 |
| 14-11-2014                                                                      | Emirati Arabi                                                                   | Albania under 21                                                                | 3 – 2                                                                           | Bahrein under 21                                                                | Torneo di Dubai                                                                 | -                                                                               |                                                                                 |
| 16-11-2014                                                                      | Emirati Arabi                                                                   | Uzbekistan under 21                                                             | 1 – 0                                                                           | Albania under 21                                                                | Torneo di Dubai                                                                 | -                                                                               |                                                                                 |
| 18-11-2014                                                                      | Dubai                                                                           | Emirati Arabi Uniti under 21                                                    | 1 – 0                                                                           | Albania under 21                                                                | Torneo di Dubai                                                                 | -                                                                               |                                                                                 |
| 28-3-2015                                                                       | Vaduz                                                                           | Liechtenstein under 21                                                          | 0 – 2                                                                           | Albania under 21                                                                | Qual. Europeo Under-21 2017                                                     | -                                                                               | 18’ 77’                                                                         |
| 16-6-2015                                                                       | Sollentuna                                                                      | Svezia under 21                                                                 | 4 – 1                                                                           | Albania under 21                                                                | Amichevole                                                                      | -                                                                               |                                                                                 |
| 3-9-2015                                                                        | Tirana                                                                          | Albania under 21                                                                | 1 – 1                                                                           | Israele under 21                                                                | Qual. Europeo Under-21 2017                                                     | -                                                                               | 46’                                                                             |
| 8-9-2015                                                                        | Tirana                                                                          | Albania under 21                                                                | 1 – 6                                                                           | Portogallo under 21                                                             | Qual. Europeo Under-21 2017                                                     | -                                                                               | 46’                                                                             |
| 12-11-2015                                                                      | Arouca                                                                          | Portogallo under 21                                                             | 4 – 0                                                                           | Albania under 21                                                                | Qual. Europeo Under-21 2017                                                     | -                                                                               | 62’                                                                             |
| Totale                                                                          |                                                                                 | Presenze                                                                        | 9                                                                               |                                                                                 | Reti                                                                            | 0                                                                               |                                                                                 |